# 177 v.Chr.
177 v.Chr. is een jaartal volgens de christelijke jaartelling.

## Gebeurtenissen

### Italië
- Gaius Claudius Pulcher en Tiberius Sempronius Gracchus zijn consul van de Romeinse Republiek.
- De Romeinen stichten in Ligurië de handelskolonie Luni.

### Griekenland
- Perseus van Macedonië treedt in het huwelijk met Laodice, een dochter van Seleucus IV Philopator.
- Speusippus wordt benoemd tot archont van Athene.